# Ricard Benavent i Feliu
Ricard Benavent i Feliu (València, 2 de juny de 1848 - València, 16 d'agost de 1929) va ser compositor i escriptor.

## Biografia
Ruiz de Lihory afirma que va néixer a València, i no a Barcelona, i que va ser batejat a la parròquia de Sant Pere. Va viure a Benissa (Alacant) fins als deu anys, quan es va traslladar a València. Va estar sota la direcció musical de Julio Fuster. Les primeres lliçons de llenguatge musical les va rebre del seu pare; per exigència paterna va estudiar piano i lleis. 
Va ser un entusiasta per la música i un pianista amb talent. En la revista El Arte (8-III-1874, nº 23), hi ha un recull de la crònica d’un concert de la filharmònica de Madrid on es va interpretar, entre altres peces, La Carità de Rossini, arreglada per a un quintet de corda per Benavent.
Saldoni afirma que el dia 30 de novembre de 1873 va fer un discurs a la Sociedad Económica de Amigos del País de València, titulat “Música clásica”, que va recollir i publicar el seminari El Arte (nº 16 18-I-1874) a Madrid. 
Benavent va ser col·laborador de la revista Boletín musical de València, dirigida per Antonio Sanchez Ferrís, i va redactar dotze articles. 
Segons ens diu el Diario de Valencia del dia 11 de juliol de 1920 en Ricardo Benavent és nascut a València el 2 de juny de 1848, fill de Joan Benavent i Josefa Antònia Feliu. Es va casar amb l'escriptora Paulina de Ibarra Blasco que escrivia amb el pseudònim de Narciso del Prado.

## Obres
Va compondre diverses peces musicals que no es van publicar, aquestes són: 
- Per a piano: Romanza sin palabras, Romanza y sombras y luz.
- Una obra històrica: Un paseo por Europa central y meridional.
- Fullet autobiogràfic crític: Haydn, Mozart y Beethoven y sus obras i un estudi titulat La obra de Wagner.[3]